# Pierre Guillaume (militant)
Pour les articles homonymes, voir Pierre Guillaume et Guillaume.
Pierre Guillaume, né le 22 décembre 1940 à Rambervillers et mort le 11 juillet 2023 à Ambernac, est un éditeur et militant politique français.
Lié dans les années 1960 à Socialisme ou barbarie et aux activités du collectif d'ultragauche La Vieille Taupe, dont il tient la librairie homonyme jusqu'en 1972, il apporte dès les années 1970 son soutien à Robert Faurisson et reprend le nom de La Vieille Taupe, cette fois pour éditer et diffuser des textes niant la Shoah, assumant à partir de ce moment un rôle de promoteur du révisionnisme en France.

## Biographie

### Formation
De 1957 à 1959, Pierre Guillaume prépare Saint-Cyr au prytanée national militaire de La Flèche ; il est admissible puis change de voie.

### Militantisme à l'ultra-gauche
Engagé contre la guerre d'Algérie, il rejoint Socialisme ou barbarie, grâce à Jean-François Lyotard, sans y jouer « aucun rôle remarquable » selon Cornelius Castoriadis. En 1965, il ouvre, à Paris, avec Jacques Baynac la librairie La Vieille Taupe, proche du groupe Pouvoir ouvrier, dissident, en 1963, de Socialisme ou Barbarie.
En septembre 1967, sur le point d'être exclus du groupe, Guillaume et Baynac démissionnent de Pouvoir ouvrier, suivis par la majorité des jeunes membres du groupe s'intéressant à l'Internationale situationniste et à Rosa Luxemburg, selon Valérie Igounet. 
Durant les événements de Mai 1968, Pierre Guillaume, au sein de la faculté des sciences de Censier, lance l'idée de la grève active sur le modèle des grèves belges de 1961 et se fait donner les « pleins pouvoirs militaires » pour défendre Censier.
Après Mai 68, le chiffre d'affaires de la librairie est en augmentation. Pierre Guillaume découvre alors dans un numéro de La Révolution prolétarienne l'ouvrage révisionniste  de Paul Rassinier (1906-1967) Le Mensonge d'Ulysse (1949), qu'il considère comme extrêmement éclairant. En novembre 1969, Guillaume et Baynac se séparent. L'appel de Baynac, qui demande aux membres ou sympathisants fondateurs de La Vieille Taupe de le suivre, est largement suivi.

### Engagement révisionniste
Après la séparation et la réduction du groupe, les ouvrages de Rassinier sont mis en vente à La Vieille Taupe dès 1970 et occupent dès lors une place prépondérante dans l'activité de la librairie. Guillaume est conforté dans sa position par la découverte d'un texte attribué à tort à un ancien dirigeant communiste italien, Amadeo Bordiga, Auschwitz ou le grand alibi, et fait alors sienne l'idée selon laquelle l'antifascisme est en fait au service du capitalisme au détriment de l'élan révolutionnaire et des aspirations du prolétariat et l'idée (qui n'est pas présente dans le texte) selon laquelle la lutte contre l'antifascisme passerait par la révision de la Shoah.
La librairie La Vieille Taupe ferme le 15 décembre 1972 et Pierre Guillaume se reconvertit dans la vente d'assurances.
Début 1978, lors d'un colloque à l'université de Lyon, Robert Faurisson déclare que le génocide juif et les chambres à gaz n'ont jamais existé, rendant publiques les thèses révisionnistes  qu'il élabore depuis quelques années.
Quelques mois plus tard, Guillaume prend contact avec lui. Son premier engagement public pour les thèses de Faurisson est un article publié dans Libération du 7 mars 1979 et intitulé « Que savent les Français des massacres de Sétif », où il établit un parallèle entre Auschwitz et les répressions coloniales à Sétif en 1945 ou à Madagascar en 1947. 
Il dénonce également ce qu'il considère être un antinazisme sans nazis. Il s'en prend au feuilleton télévisé Holocauste, réalisé par Marvin J. Chomsky, cousin de Noam Chomsky, diffusé sur Antenne 2. Il affirme que les Juifs « sont morts de faim et de froid selon [une] mécanique inexorable et involontaire… » Ce texte a été rédigé en collaboration avec Faurisson.
En décembre 1980, les éditions La Vieille Taupe, créées par Guillaume en 1979, publient le Mémoire en défense contre ceux qui m'accusent de falsifier l'histoire. La question des chambres à gaz, de Faurisson, avec en guise de préface un texte de l'américain Noam Chomsky,.  
Cette préface du texte de Faurisson par Chomsky, qui n'est pas révisionniste lui-même et se borne à défendre la liberté d'expression, sera l'objet de polémiques. En 1979-1980, Guillaume s'est employé à mobiliser nombre de ses anciens compagnons idéologiques dans son combat aux côtés de Faurisson. C'est Serge Thion qui obtiendra la lettre de Chomsky et produira un certain nombre de textes signés par des anciens militants de l'ultragauche comme Vérité historique ou Vérité politique ? Le dossier de l'affaire Faurisson. La question des chambres à gaz publié par La Vieille Taupe au printemps 1980. Il obtient aussi l'écoute (provisoire) de Gabriel Cohn-Bendit, de Serge July et de Guy Hocquenghem qui l'invitent au comité de rédaction de Libération, au nom de la défense de la liberté d'expression de Faurisson,. 
Sans appuis politiques à gauche, Pierre Guillaume se tourne alors vers l'extrême droite. En 1985, il collabore avec le militant néonazi Michel Caignet à la traduction du livre Le Mythe d'Auschwitz. À partir de 1992, il participe chaque année à la fête du Front national ; il est présent aux obsèques de Maurice Bardèche en 1998, et il écrit  dans diverses revues d'extrême droite : par exemple dans National-Hebdo en 2001, dans Rivarol en 2002.
Il publie de nombreux textes révisionnistes , et utilise le pseudonyme « Pierre Pithou », en référence à l'érudit renaissant du même nom, ainsi que celui de « Pierre Gaspari » à une reprise.
En 1995, les éditions La Vieille Taupe éditent l'ouvrage révisionniste  Les Mythes fondateurs de la politique israélienne de Roger Garaudy.
En 2004, la revue d'extrême gauche Ni patrie ni frontières qualifie Pierre Guillaume de « publiquement antisémite ».
Valérie Igounet constate qu’il est présent lors de « manifestations d’extrême droite », que « sa littérature est vendue dans les librairies néonazies », et qu’il « discourt sur les ondes de Radio Courtoisie, proche du Front national », concluant que « la dérive idéologique de Pierre Guillaume est manifeste. » Il a été classé à « l'ultragauche », tant par Pierre Vidal-Naquet que par Nadine Fresco, même s’il a été rejeté par l'ensemble de l'extrême gauche et de « l'ultragauche ».
Il est interné en hôpital psychiatrique au début des années 2000. Il est brièvement interpellé le 7 octobre 2008 dans le Loiret pour avoir diffusé des tracts révisionnistes en février de la même année à Paris. Il est poursuivi pour « provocation à la discrimination, à la haine, à la violence à l'encontre d'une personne ou d'un groupe de personnes appartenant à une religion, en l'espèce le judaïsme. » Il est relaxé l'année suivante des accusations portées contre lui et bénéficie d'un non-lieu de la part du ministère de la Justice[réf. nécessaire].
Le 14 juillet 2023, le site du groupe Guerre de classe annonce le décès de Pierre Guillaume à l'âge de 82 ans. Le journal antisémite Rivarol lui rend également hommage dans son édition du 19 juillet 2023.

#### L'extrême gauche
- Richard Gombin, Les origines du gauchisme, Paris, Seuil, coll. « Politique », 1971
- Christophe Bourseiller, Histoire générale de l'ultra-gauche, Denoël, 2003

#### Le négationnisme
- Pierre Vidal-Naquet, Les Assassins de la mémoire : « Un Eichmann de papier » et autres essais sur le révisionnisme, La Découverte, 2005 (ISBN 2-7071-4545-9)
- Valérie Igounet, Histoire du négationnisme en France, Seuil, 2000 (ISBN 2-0203-5492-6)
- Valérie Igounet, Le Négationnisme en France, Paris, Presses universitaires de France, coll. « Que sais-je ?  » (no 4178), 2020 (ISBN 978-2-7154-0093-1).